# Jossu, Jannel et Cie
Pour les articles homonymes, voir Jannel et Métropolitaine.
Jossu, Jannel et Cie est un constructeur automobile français.

## Production
L’entreprise basée à Puteaux a commencé à produire des automobiles en 1911. Le nom de la marque était le Métropolitaine. L’usine était située au 45 Rue de la République .
En dehors de la production de vélos, la seule automobile était une biplace. L’entraînement était assuré par un moteur monocylindre d’une cylindrée de 850 cm³. La puissance du moteur était de 8 HP. Le radiateur était monté derrière le moteur, comme dans les modèles Renault de l’époque. Cela a permis au capot de tomber brusquement vers le bas. La puissance du moteur était transmise à l’essieu arrière par l’intermédiaire d’un arbre à cardan. La boîte de vitesses avait trois vitesses. Le prix de vente était de 2975 francs.
La production s’est terminée en 1913.